# Петро Атлетико
Атлетико Петролеош Луанда (на португалски: Atlético Petróleos Luanda, изговаря се Атлетику Петролеуш Луанда), известен повече като Петро Атлетико, е анголски футболен клуб от столицата на Ангола- Луанда.
Клубът е създаден през 1980 г., а 2 години по-късно печели първата си титла в шампионата на Ангола. В домакинските си мачове Петро играе с жълти фланелки със сини ръкави, както и сини гащета и чорапи. Екипите за гостуване са бели фланелки, сини гащета и червени чорапи.
4 играчи от Петро Атлетико играха за Ангола на Световното първенство през 2006 г.: Лебо Лебо, Лама, Зе Каланга и Делгадо.

## Успехи
- Шампион на Ангола(19)-1982, 1984, 1986, 1987, 1988, 1989, 1990, 1993, 1994, 1995, 1997, 2000, 2001, 2008, 2009, 2022, 2023, 2024, 2025
- Купа на Ангола(15)-1987, 1992, 1993, 1994, 1997, 1998, 2000, 2002, 2012, 2017, 2021, 2022, 2023, 2024
- Суперкупа на Ангола(5)-1988, 1993, 1994, 2002, 2013

## Стадион
Клубът играе домакинските си мачове на стадион „Ещадио да Шидадела“ с максимален капацитет 60 000 места. На този стадион играят домакинските си мачове и отборите на Бенфика Луанда и Примейро де Агосто